# Xayacatepec
Xayacatepec är en ort i Mexiko.   Den ligger i kommunen Astacinga och delstaten Veracruz, i den sydöstra delen av landet, 240 km öster om huvudstaden Mexico City. Xayacatepec ligger 1 964 meter över havet och antalet invånare är 158.
Terrängen runt Xayacatepec är lite bergig. Runt Xayacatepec är det ganska tätbefolkat, med 93 invånare per kvadratkilometer. Närmaste större samhälle är Zongolica, 14,7 km nordost om Xayacatepec. Omgivningarna runt Xayacatepec är en mosaik av jordbruksmark och naturlig växtlighet.